# امید سه‌کناری
امید سه‌کناری (زاده ۲۴ آوریل ۱۹۸۸) بازیکن هندبال ایرانی تیم منیزیم فردوس و تیم ملی ایران است.